# Henry A. Wallace
Henry Agard Wallace (Orient, 1888. október 7. – Danbury, 1965. november 18.) amerikai politikus, újságíró, farmer és üzletember, aki az Egyesült Államok 33. alelnöke, 11. mezőgazdasági minisztere és 10. kereskedelmi minisztere volt. 1948-ban a Progresszív Párt elnökjelöltje volt.

## Pályafutása
Henry C. Wallace legidősebb fia, aki 1921 és 1924 között volt az ország mezőgazdasági minisztere, Henry A. Wallace 1888-ban született Iowában. Tanulmányait az Iowai Állami Egyetem tanulójaként végezte, apja folyóiratának, a Wallaces’ Farmernek dolgozott íróként és szerkesztőként. Megalapította a Hi-Bred Corn Company céget, ami egy kiemelkedően sikeres hibrid kukoricával foglalkozó vállalkozás volt. Érdeklődött a közgazdaság és statisztika iránt is, élete során több vallási és spirituális mozgalomnak is része volt, mint például a teozófia. Apja 1924-es halála után eltávolodott a Republikánus Párttól, 1932-ben Franklin D. Roosevelt demokrata jelöltet támogatta.
Wallace mezőgazdasági miniszter volt Roosevelt alatt, 1933 és 1940 között. A New Deal nagy támogatója volt és a szövetségi mezőgazdasági politika változásában fontos szerepet játszott, többek között a mezőgazdasági feleslegek és a vidéki szegénység csökkentésében. Roosevelt a konzervatív demokraták ellenkezésének ellenére Wallace-t jelölte alelnökének az 1940-es Demokrata Nemzeti Gyűlésen. A Roosevelt-Wallace páros könnyen megnyerte az 1940-es elnökválasztást, az 531 elektori szavazatból 449-et megszerezve. Az 1944-es Demokrata Nemzeti Gyűlésen a konzervatívak legyőzték Wallace újrajelölését, helyére Missouri szenátorát, Harry S. Trumant választva. 1945 elején Roosevelt kinevezte Wallace-t, mint az ország kereskedelmi minisztere.
Roosevelt 1945 áprilisában meghalt, így Truman lépett helyére. Wallace 1946 szeptemberéig maradt a kereskedelmi miniszter, mikor Truman kirúgta, amiért egy beszédjében a Szovjetunióval békéltető politikára szólította fel a kormányt. Wallace és támogatói ezt követően létrehozták a Progresszív Pártot, aminek jelöltjeként indult 1948-ban. A párt célja az volt, hogy békés kapcsolatokat építsen a Szovjetunióval, véget vessen a szegregációnak az iskolákban, elérje a nemek és fajok egyenlőségét és, hogy létrehozzon egy országos egészségbiztosítási programot. Ennek következtében azzal vádolták, hogy kommunista befolyás alatt van, illetve kapcsolata a teozófista Nicholas Roerich-vel szintén rontotta kampányának esélyeit. Mindössze a szavazatok 2,4%-át kapta meg a választáson. 1950-ben kilépett a pártból a koreai háborúval kapcsolatos nézeteltérések miatt, majd 1952-ben a Szovjetuniót „teljesen gonosz”-nak nevezte. Ezt követően újra elkezdett mezőgazdasági innovációval foglalkozni és kiemelkedően sikeres üzletember lett. 1965-ös haláláig hibrid kukorica kifejlesztésén és a csirkék minőségének javításán dolgozott.

## Választási eredmények

### Előválasztások
| Párt     | Jelölt                    | Szavazatszám | %      |
| -------- | ------------------------- | ------------ | ------ |
|          | Henry A. Wallace          | 627          | 59,04% |
|          | William Brockman Bankhead | 330          | 31,07% |
|          | Paul V. McNutt            | 69           | 6,50%  |
|          | Alva B. Adams             | 12           | 1,13%  |
|          | Egyéb jelöltek            | 24           | 2,26%  |
| Összesen | Összesen                  | 1 062        | 100,0% |

| Párt     | Jelölt                | Szavazatszám | %      |
| -------- | --------------------- | ------------ | ------ |
|          | Harry S. Truman       | 1 031        | 54,18% |
|          | Henry A. Wallace      | 473          | 24,86% |
|          | John H. Bankhead II   | 98           | 5,15%  |
|          | Scott W. Lucas        | 61           | 3,21%  |
|          | Alben W. Barkley      | 50           | 2,63%  |
|          | J. Melville Broughton | 43           | 2,26%  |
|          | Paul V. McNutt        | 31           | 1,63%  |
|          | Joseph C. O’Mahoney   | 27           | 1,42%  |
|          | Prentice Cooper       | 26           | 1,37%  |
|          | Robert S. Kerr        | 23           | 1,21%  |
|          | Egyéb jelöltek        | 35           | 2,08%  |
| Összesen | Összesen              | 1 898        | 100,0% |

### Szövetségi választások
| Párt     | Jelölt             | Szavazatszám | Szavazatszám | Elektorok | Elektorok |
| Párt     | Jelölt             | Szavazatszám | %            | Elektorok | %         |
| -------- | ------------------ | ------------ | ------------ | --------- | --------- |
|          | Henry A. Wallace   | 27 313 945   | 54,74%       | 449       | 84,56%    |
|          | Charles L. McNary  | 22 347 744   | 44,78%       | 82        | 15,44%    |
|          | Maynard C. Krueger | 116 599      | 0,23%        | 0         | 0,00%     |
|          | Edgar V. Moorman   | 57 903       | 0,12%        | 0         | 0,00%     |
|          | James William Ford | 48 557       | 0,10%        | 0         | 0,00%     |
| SLP      | Aaron M. Orange    | 14 883       | 0,03%        | 0         | 0,00%     |
| Egyéb    | Egyéb              | 2 482        | 0,00%        | 0         | 0,00%     |
| Összesen | Összesen           | 49 902 113   | 100,0%       | 531       | 100,0%    |

| Párt     | Jelölt                       | Szavazatszám | Szavazatszám | Elektorok | Elektorok |
| Párt     | Jelölt                       | Szavazatszám | %            | Elektorok | %         |
| -------- | ---------------------------- | ------------ | ------------ | --------- | --------- |
|          | Harry S. Truman (hivatalban) | 24 178 347   | 49,55%       | 303       | 57,06%    |
|          | Thomas Edmund Dewey          | 21 991 292   | 45,07%       | 189       | 35,59%    |
| SRD      | James Strom Thurmond Sr.     | 1 175 930    | 2,41%        | 39        | 7,34%     |
|          | Henry A. Wallace             | 1 157 328    | 2,37%        | 0         | 0,00%     |
|          | Norman Mattoon Thomas        | 139 569      | 0,29%        | 0         | 0,00%     |
|          | Claude A. Watson             | 103 708      | 0,21%        | 0         | 0,00%     |
| SLP      | Edward A. Teichert           | 29 244       | 0,06%        | 0         | 0,00%     |
| SWP      | Farrell Dobbs                | 13 613       | 0,03%        | 0         | 0,00%     |
| Egyéb    | Egyéb                        | 3 504        | 0,01%        | 0         | 0,00%     |
| Összesen | Összesen                     | 48 793 535   | 100,0%       | 531       | 100,0%    |